# Corelație
În statistică, dependența este o relație statistică dintre două variabile aleatorii sau două mulțimi de date. Corelația se referă la o clasă largă de relații statistice care implică dependența.  
Exemple familiare de fenomene dependente includ corelații dintre statura fizică a părinților și a copiilor lor, precum și corelații între curba cererii a unui produs și prețul acestuia.
Pentru studiul dependenței dintre două variabile, fiecare dintre ele fiind supusă la o împrăștiere aleatoare, se aplică metode de analiză a corelației. Analiza corelației studiază legea medie de comportare a fiecăreia dintre variabile în funcție de valorile celeilalte variabile, precum și măsura dependenței dintre variabilele considerate. Atașând fiecărei valori a uneia dintre variabile, de exemplu a lui x prin care se notează variabila independentă, media valorilor corespunzătoare ale celeilalte variabile, notată y, se obțin perechi de valori (x , y), care într-o reprezentare grafică în coordonate carteziene apar sub forma unei mulțimi de puncte. Această reprezentare grafică se numește diagramă de corelație sau diagramă de dispersie (scatter plot⁠(en)[traduceți]). Diagrama de corelație/de dispersie ilustrează sub formă de grafic perechi de date numerice, cu câte o variabilă pe fiecare axă, observate în cadrul unui fenomen comun, în scopul identificării legăturilor (relațiilor) care se stabilesc între ele.. Dacă variabilele se află în corelație, punctele vor urma  o linie sau o curbă. Diagrama de corelație este unul dintre cele șapte instrumente clasice ale managementului calității.

## Tipuri de corelații și coeficientul de corelație
În funcție de dispersia punctelor cu coordonatele (x, y) pe diagramă, se apreciază tipul de corelație existent între categoriile respective de date numerice și cât de puternică (strânsă) este această corelație.
- O corelație pozitivă între x și y există atunci când o creștere a valorilor variabilei x este asociată cu o creștere a valorilor variabilei y.
- O corelație negativă se constată  atunci când o creștere a valorilor variabilei x este asociată cu o scădere a valorilor variabilei y
- În cazul în care punctele de coordonate (x, y) prezintă un grad mare de dispersie, între cele două categorii de date nu există corelație.[2]

Pentru determinarea puterii (intensității) corelației este utilă calcularea coeficientului de corelație, care este măsura dependenței liniare dintre variabilele x și y.
Coeficientul de corelație r se calculează cu relația:
{\displaystyle r=\mathrm {M} \left({\frac {x-a}{\sigma _{x}}}\cdot {\frac {y-b}{\sigma _{y}}}\right)}
unde M este operatorul valorii medii; a= Mx și b= My sunt centrele repartițiilor variabilelor x și y, iar σx și σy sunt abaterile standard corespunzătoare.
Valorile coeficientului de corelație r sunt cuprinse între -1 și +1. Dacă r are semnul +, corelația este pozitivă; dacă r are semnul -, corelația este negativă. Cu cât coeficientul de corelație are valoarea mai apropiată de +1 sau -1, cu atât corelația este mai puternică. Dimpotrivă, dacă r este apropiat de zero, se consideră că între variabilele x  și y există o corelație slabă. Dacă r = 0 sau tinde spre zero, se consideră că între variabilele x și y nu poate exista o corelație definită printr-o dependență funcțională liniară. Totuși, ar putea exista o corelație neliniara.
În managementul calității, analiza cu ajutorul diagramei de corelație poate fi utilă în următoarele cazuri:
- pentru selecționarea factorilor cu o puternică influență asupra caracteristicii de calitate;
- pentru compararea rezultatelor obținute prin măsurători simple și precise, prin încercări distructive și nedistructive și pentru selecționarea caracteristicilor și a metodelor adecvate de realizare a măsurătorilor și experimentelor.[4]

## Procedura de construire a diagramei de corelație
Succesiunea de etape pentru construirea diagramei de corelație este următoarea:
- Se colectează perechi de date (x, y) ale căror eventuale corelații vor fi analizate.  Se recomandă să se obțină 30 de perechi de date;
- Se trasează un grafic  în care variabila independentă să fie reprezentată pe axa orizontală, iar variabila dependentă pe axa verticală;
- Se  identifică valorile minime și maxime, atât pentru x cât și pentru y și se utilizează aceste valori pentru trasarea scărilor abscisei și ordonatei. Este preferabil ca scările să fie aproximativ egale pe cele două axe;
- Se reprezintă grafic, prin puncte, datele pereche (x, y). Dacă se întâmplă să existe două puncte în același loc, acestea se marchează unul lângă altul, sau se desenează două cercuri concentrice;
- Se examinează configurația mulțimii de puncte pentru a descoperi tipul corelației.

Chiar dacă diagrama de corelație indică o legătură, nu trebuie să se tragă în mod obligatoriu concluzia că una dintre variabile este cauzată de cealaltă. Există posibilitatea ca ambele variabile să fie influențate de o a treia variabilă. În cazul în care configurația diagramei nu indică nici o corelație între variabile, se va face o verificare dacă datele nu au fost stratificate.